# Claude d'Auvergne
Claude d'Auvergne, ou Dauvergne, est un érudit, professeur d'hébreu, né à Paris à une date inconnue au XVIIe siècle et mort en 1652.

## Biographie
Il a été l'élève, le disciple de Siméon Marotte de Muis, puis l'ami. Il a probablement occupé rapidement la chaire de langue hébraïque du Collège royal que son ami avait occupé. 
Claude d'Auvergne a pris soin de réunir et de mettre à jour tous les ouvrages de son maître après la mort de celui-ci, et publiés en 1650.
Il est certain qu'il était professeur royal de langue hébraïque en 1647 car Pierre Padet le cite dans le discours qu'il a fait dans ce collège le 1er décembre de cette année. Jacques du Chevreul a fait de même en avril de la même année dans son Discours pour l'installation pour la chaire de philosophie des mêmes écoles.
D'après Pierre Padet, il était si habile en hébreu que les Juifs, même les plus versés dans cette langue, lui étaient inférieurs. Jacques du Chevreul le mettait en parallèle avec Valérien de Flavigny.
Il était encore professeur royal en 1652 et on croit qu'il est mort la même année.
Il ne semble pas qu'il ait laissé des publications personnelles.